# Совкодзьоб чорноволий
Совкодзьоб чорноволий (Machaerirhynchus nigripectus) — вид горобцеподібних птахів родини Machaerirhynchidae. Раніше включався до родини монархових (Monarchidae).

## Поширення
Поширений на острові Нова Гвінея. Мешкає у тропічних і субтропічних дощових лісах.

## Опис
Птах завдовжки 13-15 см, вагою 11-12 г. Верх голови, спина, крила, хвіст чорні. В основі хвоста є жовта перев'язь. На крилах і низу хвоста також є білі пір'їни. Від дзьоба до очей проходить чорна смуга, яка схожа на маску. Горло біле. Лице, груди, черево, боки — жовті. На грудях є велика чорна пляма. Дзьоб і ноги чорні, очі темно-коричневі. Самці яскравіше забарвлені ніж самиці.